# Mathieu van der Poel
Mathieu van der Poel (Kapellen, Bélgica, 19 de janeiro de 1995) é um desportista neerlandês que compete no ciclismo nas modalidades de estrada, montanha e ciclocross, obtendo sucessos nas três especialidades. Atualmente corre para a equipa belga Alpecin-Fenix.

## Trajetória
É neto do ciclista Raymond Poulidor; seu pai é Adrie van der Poel, campeão mundial de ciclocross em 1996 e vencedor de duas etapas do Tour de France. O seu irmão David também é ciclista profissional.
Os seus maiores sucessos conseguiu-os em ciclocross, ganhando seis medalhas no Campeonato Mundial de Ciclocross, entre os anos 2015 e 2021, e quatro medalhas no Campeonato Europeu de Ciclocross, além de conseguir numerosas vitórias na Copa do Mundo desde a temporada de 2013-2014.
Em estrada tem obtido vitórias em monumentos como o Volta à Flandres de 2020, em clássicas como a Amstel Gold Race, Através de Flandres e Flecha Brabanzona em 2019, a medalha de prata na prova de estrada do Campeonato Europeu de Ciclismo em Estrada de 2018, e também ganhou o BinckBank Tour 2020 e em duas ocasiões o Tour de Limburgo, corrida de ciclismo do circuito continental (nos anos 2014 e 2018). Tem obtido vitórias de etapa em algumas corridas por etapas: uma na Volta à Bélgica de 2017, uma no Tour de Alsacia 2014, dois na Volta a Liège (2014 e 2015), três na Tirreno-Adriático (2020 e 2021), duas na Volta à Suíça (2021) e uma no Tour de France de 2021, conseguindo portar o camisola amarelo de líder da rodada francesa durante 6 dias. Também se proclamou duas vezes campeão nacional em 2018 e 2020.
Em ciclismo de montanha também tem ganhado o campeonato nacional (2018), o Campeonato Europeu de Ciclismo de Montanha (2019), bem como várias provas da Copa Mundial em modalidade olímpica (2019) e em modalidade "sprint" (2018, 2019 e 2021). Ganhou uma medalha de bronze no Campeonato Mundial de Ciclismo de Montanha de 2018. Participou na prova de ciclismo de montanha dos Jogos Olímpicos de Verão de 2020 mas uma queda obrigou-lhe a retirar-se.

## Medalheiro internacional

### Ciclocross
| Campeonato Mundial | Campeonato Mundial                | Campeonato Mundial | Campeonato Mundial |
| Ano                | Lugar                             | Medalha            | Competição         |
| ------------------ | --------------------------------- | ------------------ | ------------------ |
| 2015               | Tábor ( Chéquia)                  | Medalha de ouro    | Individual         |
| 2017               | Bieles ( Luxemburgo)              | Medalha de prata   | Individual         |
| 2018               | Valkenburg ( Países Baixos)       | Medalha de bronze  | Individual         |
| 2019               | Bogense ( Dinamarca)              | Medalha de ouro    | Individual         |
| 2020               | Dübendorf ( Suíça )               | Medalha de ouro    | Individual         |
| 2021               | Ostende ( Bélgica)                | Medalha de ouro    | Individual         |
| 2022               | -                                 | -                  | -                  |
| 2023               | Hoogerheide                       |                    | Individual         |
| Campeonato Europeu |                                   |                    |                    |
| Ano                | Lugar                             | Medalha            | Competição         |
| 2016               | Pontchâteau ( França)             | Medalha de prata   | Individual         |
| 2017               | Tábor ( Chéquia)                  | Medalha de ouro    | Individual         |
| 2018               | ’s-Hertogenbosch ( Países Baixos) | Medalha de ouro    | Individual         |
| 2019               | Silvelle ( Itália)                | Medalha de ouro    | Individual         |

### Ciclismo em estrada
| Campeonato Europeu | Campeonato Europeu     | Campeonato Europeu | Campeonato Europeu |
| Ano                | Lugar                  | Medalha            | Competição         |
| ------------------ | ---------------------- | ------------------ | ------------------ |
| 2018               | Glasgow ( Reino Unido) | Medalha de prata   | Estrada            |

### Ciclismo de montanha
| Campeonato Mundial | Campeonato Mundial    | Campeonato Mundial | Campeonato Mundial |
| Ano                | Lugar                 | Medalha            | Competição         |
| ------------------ | --------------------- | ------------------ | ------------------ |
| 2018               | Lenzerheide ( Suíça ) | Medalha de bronze  | Cross-country      |
| Campeonato Europeu |                       |                    |                    |
| Ano                | Lugar                 | Medalha            | Competição         |
| 2019               | Brno ( Chéquia)       | Medalha de ouro    | Cross-country      |